# Thryptomene oligandra
Thryptomene oligandra är en myrtenväxtart som beskrevs av Ferdinand von Mueller. Thryptomene oligandra ingår i släktet Thryptomene och familjen myrtenväxter.
Artens utbredningsområde är Queensland. Inga underarter finns listade i Catalogue of Life.